# Bruce McLaren
Bruce Leslie McLaren (Auckland, 1937. augusztus 30. – 1970. június 2.) új-zélandi autóversenyző. A Formula–1-es McLaren csapat megalapítója, névadója.

## Pályafutása

### Formula–1
1959-ben indult először Formula–1-es versenyen. Cooperével kiegyensúlyozott teljesítményt nyújtott, s az utolsó futamot meg is nyerte. Ezzel egészen 2003-ig a legfiatalabb GP-győztesnek számított (nem számítva a világbajnokságba számító Indy 500 futamokat). A következő idényt is győzelemmel kezdte, utána azonban csak csapattársának, Jack Brabhamnek segített világbajnoki címének megvédésében. 1961-ben Brabham távozása után ő lett a csapat első számú pilótája. Futamot nyerni csak az 1962-es monacói nagydíjon tudott újra. 1964-ben megalapította saját csapatát. Az amerikai érdes modorú Teddy Mayerrel összefogva a türelmes és népszerű Bruce rendkívül sikeres, profi módon vezetett vállalkozást hozott létre, amely arról lett híres, hogy műszaki tökélyre törekedett. 1968-ban csapatához csábította barátját a világbajnoki címvédő Denny Hulme-ot. Amíg Hulme a Formula–1-ben remekelt, addig Bruce az amerikai Can-Am sorozatban játszott meghatározó szerepet. Időnként a Formula–1-ben is feltűnt, 1968-ban megnyerte a belga nagydíjat és a bajnokok versenyét.

## Halála
1970. június 2-án az angliai Goodwoodban egy új Can-Am kategóriájú versenyautót próbált ki. Az egyik kanyarban kocsija kicsúszott és Bruce-t holtan emelték ki a roncsok alól.

## Eredményei
Teljes Formula–1-es eredménylistája
(Táblázat értelmezése)

(Félkövér: pole-pozícióból indult; dőlt: leggyorsabb kört futott) 

| Év   | Csapat  | 1      | 2      | 3      | 4      | 5      | 6      | 7      | 8      | 9      | 10     | 11     | 12    | 13  | Helyezés | Pont    |
| ---- | ------- | ------ | ------ | ------ | ------ | ------ | ------ | ------ | ------ | ------ | ------ | ------ | ----- | --- | -------- | ------- |
| 1958 | Cooper  | ARG    | MON    | NED    | 500    | BEL    | FRA    | GBR    | GER 5  | POR    | ITA    | MOR 12 |       |     | –        | 0       |
| 1959 | Cooper  | MON 5  | 500    | NED    | FRA 5  | GBR 3  | GER Ki | POR Ki | ITA Ki | USA 1  |        |        |       |     | 6.       | 16.5    |
| 1960 | Cooper  | ARG 1  | MON 2  | 500    | NED Ki | BEL 2  | FRA 3  | GBR 4  | POR 2  | ITA    | USA 3  |        |       |     | 2.       | 34 (37) |
| 1961 | Cooper  | MON 6  | NED 12 | BEL Ki | FRA 5  | GBR 8  | GER 6  | ITA 3  | USA 4  |        |        |        |       |     | 8.       | 11      |
| 1962 | Cooper  | NED Ki | MON 1  | BEL Ki | FRA 4  | GBR 3  | GER 5  | ITA 3  | USA 3  | RSA 2  |        |        |       |     | 3.       | 27 (32) |
| 1963 | Cooper  | MON 3  | BEL 2  | NED Ki | FRA 12 | GBR Ki | GER Ki | ITA 3  | USA 11 | MEX Ki | RSA 4  |        |       |     | 6.       | 17      |
| 1964 | Cooper  | MON Ki | NED 7  | BEL 2  | FRA 6  | GBR Ki | GER Ki | AUT Ki | ITA 2  | USA Ki | MEX 7  |        |       |     | 7.       | 13      |
| 1965 | Cooper  | RSA 5  | MON 5  | BEL 3  | FRA Ki | GBR 10 | NED Ki | GER Ki | ITA 5  | USA Ki | MEX Ki |        |       |     | 9.       | 10      |
| 1966 | McLaren | MON Ki | BEL NI | FRA    | GBR 6  | NED NI | GER    | ITA    | USA 5  | MEX Ki |        |        |       |     | 16.      | 3       |
| 1967 | McLaren | RSA    | MON 4  | NED Ki | BEL    |        |        |        |        |        |        |        |       |     | 14.      | 3       |
| 1967 | Eagle   |        |        |        |        | FRA Ki | GBR Ki | GER Ki |        |        |        |        |       |     | 14.      | 3       |
| 1967 | McLaren |        |        |        |        |        |        |        | CAN 7  | ITA Ki | USA Ki | MEX Ki |       |     | 14.      | 3       |
| 1968 | McLaren | RSA    | ESP Ki | MON Ki | BEL 1  | NED Ki | FRA 8  | GBR 7  | GER 13 | ITA Ki | CAN 2  | USA 6  | MEX 2 |     | 5.       | 22      |
| 1969 | McLaren | RSA 5  | ESP 2  | MON 5  | NED Ki | FRA 4  | GBR 3  | GER 3  | ITA 4  | CAN 5  | USA NI | MEX NI |       |     | 3.       | 26      |
| 1970 | McLaren | RSA Ki | ESP 2  | MON Ki | BEL    | NED    | FRA    | GBR    | GER    | AUT    | ITA    | CAN    | USA   | MEX | 14.      | 6       |

## Fordítás
- Ez a szócikk részben vagy egészben  a   Bruce McLaren című angol Wikipédia-szócikk fordításán alapul.  Az eredeti cikk szerkesztőit annak laptörténete sorolja fel. Ez a jelzés csupán a megfogalmazás eredetét és a szerzői jogokat jelzi, nem szolgál a cikkben szereplő információk forrásmegjelöléseként.